# جورجینا چپمن
جورجینا چاپمن (به انگلیسی: Georgina Chapman) (زاده ۱۴ آوریل ۱۹۷۶) بازیگر انگلیسی است.
از فیلم‌های معروف او می‌توان به بازی در فیلم‌های شوالیه‌های شانگهای، خرابکاری، کسب‌وکار اشاره کرد.